# بيورن لارسون
بيورن لارسون (بالنرويجية البوكمول: Bjørn Larsson)‏ هو مصارع هاوي نرويجي، ولد في 18 أكتوبر 1924 في أوسلو في النرويج.

## وصلات خارجية
- بيورن لارسون على موقع أوليمبيديا (الإنجليزية)